# داکن
داکن (به انگلیسی: Dokken) نام یک گروه هارد راک و هوی متال آمریکایی است که در ۱۹۷۸ شکل گرفت. اعضای شکل دهنده در ابتدا عبارت بودند از دان داکن خواننده، جرج لینچ نوازنده گیتار، جوآن کروس ای نوازنده گیتار باس و میک براون نوازنده درامز. گروه دارای آلبوم‌های سینگل موفق بسیار است و تاکنون بیش از ۱۰ میلیون نسخه از آلبوم‌های آن‌ها در سطح جهانی به فروش رفته‌است.
داکن تا به امروز تغییرات فراوانی در اعضا داشته و تنها دان داکن و میک براون اعضایی هستند که امروز از ابتدا با گروه همراه بودند.

## پیشینه
دان داکن خواننده‌ای بود که در ابتدا در کلاب‌هایی در لس آنجلس خوانندگی می‌کرد، او گروهی تحت عنوان ایربرن را رهبری می‌کرد که بعدها ناچار به تغییر نام به داکن شد، علت آن وجود گروه دیگری با نام مشابه بود که آلبومی هم منتشر نموده بود. داکن اولین بار در ۱۹۷۸ شکل گرفت، زمانی‌که دان تصمیم به کار با جیم مونانتراس، گرگ لئون و میک براون گرفت.
در ۱۹۷۹ به علت بیماری که کلائوس ماین خواننده گروه اسکورپیونز داشت از دان دعوت شد تا با او برای خوانندگی در آلبوم Blackout همکاری کند. در همان زمان گروه هوی متال اکسپت در استودیوی دیگر مشغول به ضبط آلبوم خود بود، ملاقات دان با مدیر برنامه‌های اکسپت منجر به این شد که او توانست قول عقد قراردادی با شرکت Carrere Records برای ضبط آلبوم خود از او بگیرد. آلبوم Breaking the Chains اولین آلبومی بود که او با همین شرکت منتشر کرد، آلبوم با نام 'دان داکن' منتشر شد، اما در زمان کوتاهی پس از آن دان با جرج لینچ و میک براون ملاقات کرد که در آن زمان در گروهی به نام اکسزایتر مشغول همکاری بودند. پس از اضافه شدن جوآن کروس ای سرانجام گروه داکن ترکیب اصلی خود را پیدا کرد، در همین زمان یک مدیر برنامه آمریکایی به نام کلیف برناشتاین متوجه موفقیت داکن در آلمان شد و آن‌ها را دعوت به کار در آمریکا کرد. گروه در ۱۹۸۳ توری را به همرا گروه بلو اویستر کالت در آمریکای شمالی برگزار کرد ولی در پایان اجرای تور گروه با مشکلات مالی مواجه شد و کم مانده بود که قرارداد خود را با شرکت ناشر به علت عدم موفقیت فروش آلبوم از دست بدهد.
در ۱۹۸۳ جوآن از گروه جدا می‌شود و به گروه رت می‌پیوندد. ۱۹۸۴ برای داکن سال خوبی بود، داکن در ۱۳ سپتامبر این سال آلبوم محبوب Tooth and Nail را منتشر کرد، آلبومی که حاوی قطعات محبوبی است. آلبوم موفق به قرارگیری در رتبه ۴۹ در بازار آمریکا شد و تنها بیش از یک میلیون نسخه از آن در آمریکا به فروش رسید. فروش جهانی آلبوم به بیش از سه میلیون می‌رسد.
در نوامبر ۱۹۸۵ داکن سومین آلبوم استودیویی خود را با نام Under Lock and Key را منتشر نمود، این آلبوم هم موفق به فرشو میلیونی شد و قطعات "In My Dreams" در رتبه ۲۴ و "The Hunter" در رده ۲۵ چارت قرار گرفتند. در طول این زمان در دههٔ ۸۰، داکن به شهرتی چون گروه‌های جوداس پریست، ای سی/دی سی، اروسمیث و دیو دست یافته بود.
در دسامبر ۱۹۸۶ پس از پایان اجرای موفقیت‌آمیز یک تور به همراه گروه اسکورپیونز، داکن به استودیو بازمی‌گردد و قطعه "Dream Warriors" برای فیلمی با عنوان "کابوس در خیابان الم:سربازان خیالی" ضبط نمود. این قطعه در فوریه ۱۹۸۷ به صورت سینگل منتشر شد و نظر بسیاری از هواداران را در انگلستان به خود جلب نمود. پس از سپری شدن زمانی در حدود نیم سال در ۲۷ نوامبر ۱۹۸۷ داکن آلبوم Back for the Attack را منتشر نمود. این آلبوم حاوی قطعات بسیار محبوب و جذابی بود و توانست در چارت آمریکا در رتبه ۱۳ قرار بگیرد.
پس از انتشار آلبوم موفق Back for the Attack، داکن در فستیوال مانستر آو راک ۱۹۸۸ به همراه گروه‌هایی همچون ون هیلن، اسکورپیونز، متالیکا و کینگ دام کام شرکت کرد. در آوریل ۱۹۸۸ داکن اجرای زنده خود را در تور ژاپن ضبط نمود و حاصل انتشار آلبوم اجرای زنده Beast from the East شد، آلبوم موفق به دریافت جایزه گلد در آمریکا شد و همچنین در چارت آمریکا در رتبه ۳۳ قرار گرفت.
بعد از اجرای تور ۱۹۸۸، به علت پدید آمدن مشکلاتی بین دو ستاره گروه یعنی دان و جرج، گروه از هم پاشید و این از هم پاشی تا ۱۹۹۳ ادامه داشت. در ۱۹۹۳ دان که یک آلبوم با عنوان Dysfunctional را ضبط و آماده انتشار کرده بود تصمیم به دعوت از جرج لینچ کرد تا آلبوم را دوباره تحت عنوان گروه داکن عرضه بکند. جرج و دان تصمیم گرفتند تا فعلاً مشکلات را به کناری بگذارند و به کار مشغول شوند، گروه دوباره با پیوستن میک براون و جف پیلسون کامل می‌شود. آلبوم با ویرایشی که جرج بر روی نت‌های گیتار انجام داد دوباره ضبط شد. آلبوم با قرارداد گروه با شرکت نشر Columbia Records منتشر شد.
در اواخر ۱۹۷۹، دوباره زخم چرکین دهن باز کرد و مشکل مابین جرج و دان نمایان شد، جرج به‌طور ناگهانی تصمیم گرفت تا در تور اروپای گروه شرکت نکند و گروه را ترک گفت. پس از او گروه که شدیداً نیاز به یک جانشین برای جرج لینچ را احساس می‌کرد جان نورام را جانشین وی کرد اما در خلال برگزاری تور او نتوانست با گروه همراه باشد پس راب بیچ جانشین او شد.
تا به امروز داکن موفق به ضبط ۱۱ آلبوم استودیویی کما بیش موفق شده‌است.

## آلبوم‌ها
| سال انتشار | نام آلبوم               |
| ---------- | ----------------------- |
| ۱۹۸۳       | Breaking the Chains     |
| ۱۹۸۴       | Tooth and Nail          |
| ۱۹۸۵       | Under Lock and Key      |
| ۱۹۸۷       | Back for the Attack     |
| ۱۹۹۴       | Dokken (Japan CD)       |
| ۱۹۹۵       | Dysfunctional           |
| ۱۹۹۷       | Shadowlife              |
| ۱۹۹۹       | Erase the Slate         |
| ۲۰۰۲       | Long Way Home           |
| ۲۰۰۴       | Hell to Pay             |
| ۲۰۰۸       | Lightning Strikes Again |